# ميغيل فيليبي نونيز كاردوسو
ميغيل فيليبي نونيز كاردوسو (19 يونيو 1994 في البرتغال - ) هو لاعب كرة قدم برتغالي في مركز جناح ‏. لعب مع ديبورتيفو لاكورونيا وريال سبورت كلوب ونادي أونياو دا ماديرا.

## وصلات خارجية
- ميغيل فيليبي نونيز كاردوسو على موقع قاعدة بيانات كرة القدم.إي يو (الإنجليزية)
- ميغيل فيليبي نونيز كاردوسو على موقع Soccerway.com (الإنجليزية)